# Weatherlight
Weatherlight is een uitbreidingsset van het ruilkaartspel Magic: The Gathering. Het is de derde en laatste set uit de Mirage Block, volgend op Visions.

## Details
Weatherlight is de elfde set kaarten die Wizards of the Coast uitbracht voor Magic. Samen met Mirage en Visions vormt Weatherlight het Mirage Block, die in de tijd dat het uitkwam door sommige spelers ook Mirgvlight genoemd werd. De set bestaat uit 167 kaarten, gespreid over 50 rares, 55 uncommons en 62 commons. Het expansiesymbool is een open boek (het Boekdeel van de Thran), en de expansiecode WTH. De set werd uitgebracht in juni 1997. In 2007 werden de kaarten ook digitaal verkrijgbaar voor Magic: The Gathering Online. De ontwerpploeg stond onder de leiding van Dan Cervelli, de ontwikkelingsploeg onder Mike Elliott. Tijdens de ontwikkeling had de set de codenaam Mochalatte.
De verhaallijn, bijpassend bij de kaartset, vormde het begin voor de Weatherlight Saga, die het verhaal achter de kaarten zou bepalen van 1997 tot Apocalypse in 2001. In feite volgde Weatherlight de verhaallijn van Mirage en Visions niet op, maar de Weatherlight, het luchtschip waar de set naar vernoemd is, werd wel enkele keren vermeld in het verhaal achter de vorige twee sets.
Weatherlight bracht geen nieuwe speltechnieken met zich mee, en berustte deels nog op oudere technieken zoals Banding en Cumulative Upkeep.